# 祝20周年 バンザイ!天才てれびくん
祝20周年 バンザイ!天才てれびくん（しゅくにじっしゅうねん バンザイ てんさいてれびくん）は、2013年1月3日にNHK Eテレの『たくさんのEね!ありがとう「お願い!編集長」スペシャル』で放送された『天才てれびくんシリーズ』の再放送リクエスト特集番組。　

## 放送日時
- NHK Eテレ
- 2013年1月3日 木曜12:00 - 13:59

## 番組進行
- NHK415スタジオ：寺田朱里、竹原司、長谷川ニイナ、ソーズビー航洋
- ナレーション：垂木勉

## 番組内容
天才てれびくん初期 1993年 - 1995年
- 『天才てれびくん』第1回放送（1993年4月5日）
- ポコ・ア・ポコ「速く弾く指づかい」（1993年6月）
- プロフェッショナルの道「須山彩 バスガイドに挑戦」（1993年10月26日）
- 転校生マオ「最終話〜終焉〜」（1994年7月7日）
- この人に会いたい「『ドラえもん』の作者 藤子・F・不二雄先生に会いたい」（1994年11月7日）
- ウ〜・ウォンテッド!（1995年度）

SFアニメ3部作 1993年 - 1997年
- 恐竜惑星（1993年7月）
- ジーンダイバー（1994年7月）
- 救命戦士ナノセイバー（1997年6月）

2代目MCキャイ〜ン 1996年 - 1997年
- 新装開店天才てれびくん（1996年4月8日）
- 笑わん殿下「ものまね名人編」（1997年10月）
- 天てれ家庭訪問「ジャスミン・アレンの巻」（1997年6月3日 - 6月4日）
- アリス探偵局 第2期 第8話「雨傘少女を追え!」（1996年6月4日）
- ヨッちゃん 斗真のギター全力投球!!（1997年5月27日）

天才てれびくん5年目 1998年
- メジャーリーグ「1メートル王決勝」（1998年4月）
- 海道がゆく「京都・五条大橋編」（1998年5月）
- TTKダンスプロジェクト「ターンに挑戦」（1998年9月）
- イラストバトラーはがきゃら君（1998年9月）

天てれスーパープレイバック
公開イベント特集
- 1998年 守れ!黄金の耳かき（1998年10月10日）
- 2000年 キノコ帝国の財宝を探せ（2000年9月23日）
- 2003年 風雲!エドロポリス（2003年9月23日）
- 2003年 モンキー座のゴルゴ13面相（2004年2月11日）
- 2004年 プラズマ宇宙旅行 ロック星の叫び（2004年9月20日）
- 2005年 ユゲデールを救え!てれび戦士 史上最大の危機（2005年9月19日）

天才てれびくんワイドに 1999年-2000年
- FAX習字大賞「デビューするならこの名前」（1999年9月）
- ピッツァ ピッツァ
  - 「モッツァレラチーズ編」（1999年5月）
  - 「トマト作り編」（1999年6月、1999年10月）
  - 「塩作り編」（1999年9月）
  - 「ピッツァ作り&パーティー編」（1999年12月）
- 天てれトレジャー2001「スペシャル in モンゴル 恐竜のたまご化石」（2000年10月10日）
- なりきりシンガーズ「福山雅治になりきり」（2000年6月19日）
- 魔界探偵「魔の湖の呼び声 其ノ六」（2000年11月22日）

天てれスーパープレイバック
MTKミュージックてれびくん（1998年度 - 2002年度）特集
- 1998年度
  - 恋はあせらず YOU CAN'T HURRY LOVE
  - YAKINIC GO GO
  - YOU ARE MY DREAM
  - 極楽はどこだ
- 1999年度
  - 恋のギルティー Love in the first degree
  - 空にまいあがれ
  - ゴォ!
  - 恋は早いもの勝ち
  - ハッピーマン
  - ママ・ミア Mamma Mia
  - 君の声がする
  - 運命'99
  - はるかな旅へ Where'll we go from now
- 2000年度
  - Roam 〜愛があれば〜
  - たんぽぽ
  - ダイナマイト Dynamite
  - おかしな午後
  - 走れRUN2!
  - ラッキー・ラブ I should be so lucky
  - わかってナイ!
  - I LIKE YOU
  - HONEY BEAT
  - www.access.me
  - SUPERGIRL
  - Angel snow
  - 愛はきらめきの中に How deep is your love?
  - 歩いていこう
- 2001年度
  - 君のそばにいたい I only want to be with you
  - 本当は何になりたいんだろう
  - 元気を出して Gotta Pull Myself Together
  - きれいな水
  - 本日晴天
  - VACATION
  - Everything You Do
  - BIG SMILE BABIES
  - Twilight
  - Jump in the Line
  - Be My Friend
  - クレマチス
  - Material Girl
  - 空になりたい
- 2002年度
  - 1-2-3
  - 僕であるために
  - クエスチョン
  - BYE BYE DAYS
  - スピリチュアル
  - STEADY BOYS
  - 星の軌跡
  - あこがれ
  - BE HAPPY DAY
  - 恋にメリーゴーラウンド In for a penny,In for a pound
  - 地図

21世紀・ワイド時代後半 2001年-2002年
- ポポゾン空中サーカス!（2001年10月）
- やぎっち様「熊木翔のお悩み」（2001年10月）
- 天てれハウス（2001年9月3日 - 5日）
- SF（?）スペース新喜劇 ラフィン★スター「かい〜の」（2002年4月30日）
- 不思議調査隊「UFOが来る山?」（2002年6月26日）

時代はMAXへ 2003年
- 『天才てれびくんMAX』第1回 新MC TIM（2003年4月7日）
- 死後20世紀（2003年10月）

てれび戦士が2チームに 2004年-2006年
- プラズマ界（2004年4月）
- ユゲデール物語（2006年1月）
- 気合一発!全身書道塾（2005年9月27日）
- 天てれ東海道駅伝（2006年1月23日 - 25日）
- 紙フトタッチダウン「年間チャンピオンシップ 決勝戦」（2007年2月28日）
- もしもし!町の絵描きさん お題「おひょう」（2006年4月18日）
- 天てれ女子一輪車部
  - 大技“スピンサークル”の中心となる部員を選抜（2006年6月20日）
  - 大会本番（2006年7月4日）

天てれスーパープレイバック
MTKミュージックてれびくん（2003年度 - 2010年度）特集
- 2003年度
  - ぼくらのロック・シティ We built this city
  - サンデーモーニング
  - 虹の都へ
  - 泣けちゃうの You caught me out
  - Go!Go!たまご丼
  - それっきゃないかもね
  - JUNGLE FUTURE
  - BAKAはここにいる
  - 旅人は星を数える Days Are Numbers
  - Together Forever
  - カンペキ
  - 星と月の仲間
  - モンキーマジック
  - 水玉
- 2004年度
  - ラジオスターの悲劇 Video killed the radio star
  - 明日への叫び SHOUT IT OUT LOUD
  - 誕生日のうた
  - 未来船ゴー
  - MARCH
  - きみのとなりで
  - ココロ磁石
  - ホーリー&ブライト
  - ダンシング・シスター
  - ヴォヤージュ±
- 2005年度
  - 僕らのハーモニー
  - さかさまさかさ
  - ムカつくけれど・・・スキ!
  - 僕はドライブ
- 2006年度
  - ユウキスイッチ
  - Friends&Dreams
  - 冬のアゲハ
- 2007年度
  - チャチャマンボでおどろうよ
  - オレンジ
  - 空宙ブランコ
  - はちみつ HONEY CHEEKS
  - 冬のキャンドル
  - コノユビトマレ!
- 2008年度
  - ラズベリー・パンチ♪
  - スピードスター SPEEDSTER
  - ひまわり
  - ほんとはあの娘が好きなのに・・・
- 2009年度
  - ダン!ドン!
  - I don't obey〜僕らのプライド〜
  - 愛のトライアングル
- 2010年
  - 絶対 Catch A Dream
  - じかん のびちぢみ
  - 二人授業
  - ホントの自分

MAX時代後期 2007年-2010年
- 2007年度第1回 新MC 安田大サーカス（2007年4月2日）
- きうちりおなの参上!スクープガール（2007年10月15日）
- 日付変更船プッカリーノ（2008年4月）
- アベコーLAND「決断コンベアー」（2010年1月）
- 戦士取調室「脇菜々香 編」（2010年9月8日）

大!天才てれびくん 始動!
番組宣伝を兼ねて2011年度、2012年度の映像をダイジェストで紹介。